# Adrodamaeus rossicus
Adrodamaeus rossicus är en kvalsterart som först beskrevs av Bulanova-Zachvatkina 1967.  Adrodamaeus rossicus ingår i släktet Adrodamaeus och familjen Gymnodamaeidae. Inga underarter finns listade i Catalogue of Life.